# Snowboard nos Jogos Olímpicos de Inverno de 2022 - Slopestyle masculino
A competição do slopestyle masculino do snowboard nos Jogos Olímpicos de Inverno de 2022 ocorreu nos dias 6 e 7 de fevereiro no Parque de Neve Genting, em Zhangjiakou.

## Medalhistas
| Ouro   | CAN Max Parrot    |
| Prata  | CHN Su Yiming     |
| Bronze | CAN Mark McMorris |

## Programação
Horário local (UTC+8).
| Data           | Horário | Evento       |
| -------------- | ------- | ------------ |
| 6 de fevereiro | 12:30   | Qualificação |
| 7 de fevereiro | 12:00   | Final        |

## Resultados

### Qualificação
| Pos. | Bib | Ordem | Atleta              | País               | Descida 1 | Descida 2 | Melhor | Notas |
| ---- | --- | ----- | ------------------- | ------------------ | --------- | --------- | ------ | ----- |
| 1    | 16  | 28    | Su Yiming           | CHN China          | 86.80     | 41.93     | 86.80  | Q     |
| 2    | 3   | 4     | Mark McMorris       | CAN Canadá         | 62.70     | 83.30     | 83.30  | Q     |
| 3    | 8   | 17    | Sean Fitzsimons     | USA Estados Unidos | 78.76     | 26.75     | 78.76  | Q     |
| 4    | 21  | 15    | Ståle Sandbech      | NOR Noruega        | 70.11     | 78.61     | 78.61  | Q     |
| 5    | 1   | 1     | Redmond Gerard      | USA Estados Unidos | 78.20     | 43.95     | 78.20  | Q     |
| 6    | 17  | 26    | Takeru Otsuka       | JPN Japão          | 32.93     | 74.93     | 74.93  | Q     |
| 7    | 25  | 19    | Emiliano Lauzi      | ITA Itália         | 71.71     | 47.76     | 71.71  | Q     |
| 8    | 4   | 2     | Sébastien Toutant   | CAN Canadá         | 23.68     | 71.06     | 71.06  | Q     |
| 9    | 7   | 10    | Mons Røisland       | NOR Noruega        | 70.96     | 41.41     | 70.96  | Q     |
| 10   | 11  | 13    | Max Parrot          | CAN Canadá         | 70.11     | 36.68     | 70.11  | Q     |
| 11   | 6   | 21    | Chris Corning       | USA Estados Unidos | 48.48     | 69.30     | 69.30  | Q     |
| 12   | 19  | 6     | Kaito Hamada        | JPN Japão          | 56.06     | 67.45     | 67.45  | Q     |
| 13   | 10  | 9     | Rene Rinnekangas    | FIN Finlândia      | 67.10     | 60.10     | 67.10  |       |
| 14   | 2   | 5     | Marcus Kleveland    | NOR Noruega        | 37.28     | 64.86     | 64.86  |       |
| 15   | 27  | 18    | Vlad Khadarin       | ROC                | 64.73     | 21.15     | 64.73  |       |
| 16   | 23  | 8     | Noah Vicktor        | GER Alemanha       | 16.66     | 62.56     | 62.56  |       |
| 17   | 5   | 3     | Dusty Henricksen    | USA Estados Unidos | 37.46     | 58.46     | 58.46  |       |
| 18   | 12  | 11    | Tiarn Collins       | NZL Nova Zelândia  | 58.36     | 29.21     | 58.36  |       |
| 19   | 24  | 27    | Ruki Tobita         | JPN Japão          | 29.23     | 56.58     | 56.58  |       |
| 20   | 22  | 20    | Nicolas Huber       | SUI Suíça          | 50.46     | 54.58     | 54.58  |       |
| 21   | 20  | 14    | Hiroaki Kunitake    | JPN Japão          | 50.36     | 51.43     | 51.43  |       |
| 22   | 13  | 12    | Niek van der Velden | NED Países Baixos  | 26.51     | 46.03     | 46.03  |       |
| 23   | 9   | 29    | Darcy Sharpe        | CAN Canadá         | 45.46     | 25.15     | 45.46  |       |
| 24   | 18  | 25    | Sven Thorgren       | SWE Suécia         | 40.73     | 34.71     | 40.73  |       |
| 25   | 30  | 22    | Jonas Bösiger       | SUI Suíça          | 40.11     | 17.58     | 40.11  |       |
| 26   | 15  | 24    | Matthew Cox         | AUS Austrália      | 34.46     | 39.98     | 39.98  |       |
| 27   | 28  | 16    | Clemens Millauer    | AUT Áustria        | 38.71     | 32.06     | 38.71  |       |
| 28   | 26  | 23    | Kalle Järvilehto    | FIN Finlândia      | 15.06     | 28.73     | 28.73  |       |
| 29   | 14  | 7     | Leon Vockensperger  | GER Alemanha       | 25.15     | 26.41     | 26.41  |       |
| 30   | 29  | 30    | Niklas Mattsson     | SWE Suécia         | 24.18     | 20.55     | 24.18  |       |

### Final
| Pos.              | Bib | Ordem | Atleta            | País               | Descida 1 | Descida 2 | Descida 3 | Melhor |
| ----------------- | --- | ----- | ----------------- | ------------------ | --------- | --------- | --------- | ------ |
| Medalha de ouro   | 11  | 3     | Max Parrot        | CAN Canadá         | 79.86     | 90.96     | 36.56     | 90.96  |
| Medalha de prata  | 16  | 12    | Su Yiming         | CHN China          | 78.38     | 88.70     | 66.58     | 88.70  |
| Medalha de bronze | 3   | 11    | Mark McMorris     | CAN Canadá         | 76.98     | 80.85     | 88.53     | 88.53  |
| 4                 | 1   | 8     | Redmond Gerard    | USA Estados Unidos | 83.25     | 71.86     | 28.65     | 83.25  |
| 5                 | 25  | 6     | Emiliano Lauzi    | ITA Itália         | 80.01     | 27.48     | 39.48     | 80.01  |
| 6                 | 6   | 2     | Chris Corning     | USA Estados Unidos | 31.58     | 20.78     | 65.11     | 65.11  |
| 7                 | 7   | 4     | Mons Røisland     | NOR Noruega        | 29.01     | 63.33     | 52.53     | 63.33  |
| 8                 | 19  | 1     | Kaito Hamada      | JPN Japão          | 25.90     | 15.91     | 59.36     | 59.36  |
| 9                 | 4   | 5     | Sébastien Toutant | CAN Canadá         | 52.63     | 30.40     | 54.00     | 54.00  |
| 10                | 17  | 7     | Takeru Otsuka     | JPN Japão          | 52.75     | 50.58     | 52.80     | 52.80  |
| 11                | 21  | 9     | Ståle Sandbech    | NOR Noruega        | 29.05     | 27.43     | 39.66     | 39.66  |
| 12                | 8   | 10    | Sean Fitzsimons   | USA Estados Unidos | 29.48     | 29.61     | 26.61     | 29.61  |

Legenda
| Recorde mundial      | Recorde mundial (World record)               |                       | Recorde africano                      | Recorde africano (African) |                                           | Q | Classificado por posição (Qualified) |
| Recorde olímpico     | Recorde olímpico (Olympic record)            | Recorde da América    | Recorde da América (Americas)         | q                          | Classificado por melhor tempo (Qualified) |   |                                      |
| Melhor marca do ano  | Melhor marca do ano (World leading)          | Recorde asiático      | Recorde asiático (Asian)              | DNS                        | Não largou (Did not start)                |   |                                      |
| Recorde nacional     | Recorde nacional (National record)           | Recorde europeu       | Recorde europeu (European)            | DNF                        | Não terminou (Did not finish)             |   |                                      |
| Recorde pessoal      | Recorde pessoal do atleta (Personal best)    | Recorde da Oceania    | Recorde da Oceania (Oceania)          | DSQ / DQ                   | Desclassificado (Disqualified)            |   |                                      |
| Recorde da temporada | Recorde da temporada do atleta (Season best) | Recorde sul-americano | Recorde sul-americano (South America) | NM                         | Sem marca (No mark)                       |   |                                      |